# Aongstroemia sauteri
Aongstroemia sauteri är en bladmossart som beskrevs av C. Müller 1848. Aongstroemia sauteri ingår i släktet Aongstroemia och familjen Dicranaceae. Inga underarter finns listade i Catalogue of Life.